# Katedrala iz pločevink
Katedrala iz pločevink oziroma Pločevinkasta stolnica (ukrajinsko Бляшана Катедра, latinizirano: Bljašana Katedra, angleško Tin Can Cathedral) je prva ukrajinska samostojna pravoslavna cerkev v Severni Ameriki. Bila je srce Serafimske cerkve, ki je bila ustanovljena v Winnipegu, in ni bila povezana z nobeno evropsko cerkvijo.

## Opis razmer
Nemogoče je točno reči, koliko rusinskih in slovaških grško-katoličanov se je konec 19. stoletja priselilo v ZDA, ker ameriška uprava ni beležila verske pripadnosti vseljencev, večinoma pa tudi ne narodnosti, ampak le državo. Tako imamo podatke, da se je iz Avstro-Ogrske v ZDA od 1861 do 1868 letno izselilo stotine ljudi, od 1869-1879 od 1500 do 8000 letno; 1880 je letno število nenadoma poskočilo na 17.000. Od 1880 do 1908 je bila celotna vselitev iz Avstro-Ogrske v ZDA 2.780.000, od katerih je bilo okrog 20% Rusinov in Slovakov. V zadnjih štirih letih – 1905-1908 – se je vselilo Slovakov in Rusinov 215.972. 

Veliko grškokatoliških Rusinov se je naselilo konec 19. stoletja tudi v Kanadi. Najprej so se naselili v pokrajinah Manitoba, Alberta in Saskatčevan, kjer so se posvetili poljedelstvu. Pravijo, da so služili denar v ZDA z delom v rudnikih črnega premoga; nato so se izselili v Kanado, kjer so z lahkoto dobili obdelovalno zemljo – denar pa so pošiljali v Evropo. Večina jih je bilo iz Galicije, nekaj pa tudi iz Ogrske. Prvo cerkev Sv. Nikolaja so zgradili okrog 1900 v Winnipegu bazilijanski misijonarji, med katerimi je bil prvi Platonides Filas OSBM, poznejši redovni predstojnik v Galiciji. 

Ukrajinski izseljenci so začeli množično prihajati iz Starega sveta v Kanado leta 1891 iz vseh avstro-ogrskih pokrajin, pa tudi s področja Bukovine ter Galicije. Prišleki iz Bukovine so bili vzhodni pravoslavci, prišleki iz Galicije pa grško-katoličani. Eni kot drugi so poznali bizantinski obred. Po letu 1903 je bila ukrajinska skupnost v zahodni Kanadi dovolj velika, da je pritegnila pozornost verskih voditeljev, politikov in izobražencev.

## Glavne osebe
- Ciril Genik (1857–1925)
- Nadškof Langevin  (1855-1915) Winnipeg, Kanada
- Politik Bernier (1874-1951) Winnipeg, Kanada
- Ravnatelj dr. King (1829-1899) [2]
- Drugi ravnatelj Patrick (1852-1911) [3]
- Bazilijanec oče Achille Delaere (1868-1939) [4]
- Bazilijanec Filas Platonides (1864-1920) [5]
- škof Tihon Beljavin (1865-1925) [6]

Osrednja osebnost v Ukrajinski skupnosti  v Winnipegu je bil takrat Ciril Genik. Prišel je iz Galicije, kjer je  končal Ukrajinsko gimnazijo v Lvovu in  nekaj časa študiral pravo na Univerzi v Črnovicah.   Bil je prijatelj pisatelja Ivana Franka, imenovan za Nobelovo nagrado za književnost.  Tema Frankove satire Lisica Mikita   je bila duhovščina; s pisateljevo proticerkveno usmeritvijo se je strinjal tudi Genik, ki je bil priča na pisateljevi poroki. Kot socialista sta menila, da bi bilo treba ljudstvo napraviti neodvisno od vpliva duhovščine in uresničiti nekatere družbene spremembe, da bi ljudje lahko prišli izpod oblasti lakomnih posestnikov – pa tudi cerkvenega vodstva. Genik je prvi med ukrajinskimi priseljenci dobil službo pri kanadski vladi in je tam deloval kot pooblaščeni uradnik za zadeve novih priseljencev. Njegov bratranec Ivan Bodrug (1874-1952) in njegov prijatelj Ivan Negrič (1875-1946), po rodu ravno tako iz vasi Bereziv v Kolomijskem okraju, sta diplomirala na učiteljišču v Galiciji.  

Ti trije so bili torej središče ukrajinskega izobraženstva in so jih poznali kot Berezivsko trojko.  Najstarejši med njimi je bil Genik, ki je bil edini poročen; njegova žena Pavlina, rojena Curkovski, je  bila dobro izobražena duhovniška hčerka. Imela sta tri sinove in tri hčere. 
Druga pomembna osebnost je bil škof Serafim,  s pravim imenom Štefan Ustvolski. Štefan se je rodil 1858 blizu Arhangelska v Rusiji. Diplomiral je v Sankt Peterburgu na bogoslovni akademiji; odstavljen je bil 1883 in ponovno sprejet le kot menih 1901. Jeseni 1902 je zasebno poromal na sveto goro Atos v Grčiji. Tam naj bi ga bil v škofa posvetil menih Anfim, ki naj bi bil oporečniški ruski pravoslavni patriarh. ruska sveta sinoda v Sankt Peterburgu   mu je pozneje odvzela škofovski naslov. 
Potoval je tudi v Jeruzalem in Damask, od koder je prišel v New York, kjer naj bi bil določen za misijonarjenje v Severni Ameriki. Grško-katoliški Ukrajinci ga niso sprejeli, ko se je zapletel v hude prepire s tamkajšnjim rimsko-katoliškim škofom. V začetku 1903 je tako prispel v Winnipeg. 
To je bila zgodba, ki jo je rad pripovedoval po prihodu v Novi svet.   V vlogi škofa je Serafim odpotoval v severno Ameriko in se nekaj časa zadrževal pri ukrajinskih duhovnikih v Filadelfiji.  Ko je prišel v Winnipeg, ni bil povezan niti z Rusko pravoslavno Cerkvijo niti s kako drugo krščansko skupnostjo. Manitobski Ukrajinci so ga sprejeli kot potujočega svetega moža, ki oznanja krščansko vero po starih izročilih. 
Pri napredovanju Pločevinkaste stolnice je sodeloval tudi Makarij Marčenko, ki je bil diakon in organist ali kantor; pomagal je Serafimu pri cerkvenih obredih, saj jih je dobro poznal. V Kanado je prišel skupaj s  Serafimom iz Združenih držav Amerike.  
Na katoliški  strani je v zvezi s Pločevinkasto stolnico imel pomembno vlogo tudi nadškof Langevin 
, OMI, ki je bil poglavar rimskokatoliške škofije v zahodni Kanadi s sedežem pri sv. Bonifaciju, predmestju dandanašnjega Winnipega. Kot vsi katoliški škofje, je bil tudi on v neposrednem stiku s papežem  v Vatikanu, ki ga katoličani priznavajo za Kristusovega namestnika na zemlji. Bil je prepričan, da njegova duhovščina lahko zadovolji duhovne potrebe ukrajinske skupnosti. 
V dogodke je bil vpleten tudi ravnatelj prezbiterijanskega šolskega in vzgojnega zavoda King (1829-1899), ki je bil moderator vrhovne skupščine prezbiterijanske skupnosti v Kanadi 1883 in ravnatelj Manitobskega zavoda (sedaj Univerza v Winnipegu) od 1883 do svoje smrti, kakor tudi njegov naslednik v tej službi Patrick  , pisatelj in rektor v tem prezbiterijanskem vzgojnem zavodu v Winnipegu; pri zadevi sta sodelovali tudi liberalna ter konservativna stranka Manitobe – kakor tudi ruski pravoslavni misijonarji.

## Dogajanje
Veliko število Ukrajincev na preriji je začelo devetstotih let zanimati misijonarje Ruske pravoslavne cerkve, ki je tedaj za misijonarjenje v Severni Ameriki potrošila letno sto tisoč dolarjev.    Tudi prezbiterjanska skupnost je začela vabiti  mlade člane Ukrajinske skupnosti k vpisu v njen »Manitobski zavod« . V zavodu so imeli posebne tečaje za mlade Ukrajince, ki naj bi postali učitelji in kasneje duhovniki neodvisne grške cerkve.    Ravnatelj cerkvenega zavoda  King  se je s kandidatoma Bodrugom in Negričem pogovarjal v nemščini. Genik je prevedel njihove cerkvene spise iz poljščine v angleščino. Bili so to prvi ukrajinski študentje na prvi izmed severnoameriških univerz. 

Leta 1902 je med ukrajinsko skupnostjo završalo: razburjenje je povzročilo pisanje časnikov, da je manitobski poslanec Joseph Bernier zahteval, naj bi "predali lastništvo grško-pravoslavne rusinske skupnosti pod nadzor grško-katoliške cerkvene skupnosti." Ukrajinci so bili znani tudi kot Rutenci in naj bi njihovo cerkveno premoženje prišlo v last ustanov, ki so jih upravljali grko-katoličani oziroma rimo-katoličani.  Zmeda je bila še večja tudi zato, ker si glede marsičesa niti Rusini sami niso med seboj enotni. Nekateri se imajo za Ukrajince s posebnim narečjem in navadami, medtem ko drugi zagovarjajo mnenje, da so poseben narod; podobna nejasnost vlada tudi glede verske pripadnosti kakor tudi pisave: ali naj se uporablja cirilica ali latinica.  Zdi se torej, da bi naj predali svoje premoženje ustanovam, ki so bile pod nadzorom rimskokatoliške Cerkve.  

Časopisje je pisalo tudi, da je nadškof Langevin izjavil, da "morajo Ukrajinci pokazati, da so dobri katoličani, ne pa ravnati kot  protestantje, ki so neodvisni od  duhovnikov in škofov; zato naj predajo svoje premoženje Cerkvi, ne pa laičnim osebam ali odborom."    
Genik, Bodrug in Negrič so ravnali hitro   V svoje načrte so vpletli Serafima, ki je prišel v Winnipeg v aprilu 1903. 

Njegov namen je bil ustanoviti Cerkev , ki ne bi bila podrejena nobeni evropski niti ameriški krščanski skupnosti, ki so si kar po vrsti skušale pridobiti naklonjenost ukrajinskih oziroma rusinskih priseljencev v osrednji Kanadi.  V ta namen je Serafim ustanovil  »Neodvisno pravoslavno rusko Cerkev«, ki naj bi ne bila podrejena uradni »Ruski pravoslavni Cerkvi«.  Sebe je imenoval za njenega poglavarja; da pa bi ugodil  Ukrajincem, ki jih je motilo rusko ime v naslovu, je svojo versko skupnost imenoval kar »Serafimovska Cerkev«.  Župljanom je ponudil vzhodni obred, ki so ga itak poznali že iz svoje stare domovine. V njem je začel maševati; začel pa je tudi na veliko zbirati organiste in učitelje, kakor tudi posvečevati diakone in duhovnike. 

Poleg tega pa je začel graditi zanje tudi cerkveno stavbo. Tako je v Winnipegu "... 13. decembra 1903  zrasla cerkvica na vzhodni strani Mc Gregorjeve ulice med avenijama Manitoba in Pritchard, ki naj bi bila posvečena kot cerkev Svetega Duha.  Blagoslovil in za bogoslužje slovesno odprl jo je sam Serafim..."  Novembra 1904 je začel graditi svojo glasovito pločevinkasto stolnico  in sicer na vogalu ulice King in avenije Stella ..." [10] »Stolnico« ali »katedralo« je gradil zaradi pomanjkanja sredstev iz odpadne pločevine, tobačnih pločevink in zavrženega lesa. Karizmatični Serafim je posvetil okoli 50 duhovnikov in številne diakone, od katerih je bila večina le polpismena. Oni so opravljali cerkvene obrede po vaseh ter pridigali neodvisno pravoslavno krščanstvo; nadzor nad cerkvenim premoženjem je bil popolnoma v rokah laikov. Po dveh letih je štela njegova Cerkev – po njegovih trditvah -  60.000 privržencev;  drugi cenijo število na 20-40.000 vernikov. 
Samozvani cerkveni poglavar pa se je začel vdajati pijači  in se zapletati v hude prepire in spore s svojimi sosedi. Zaradi neprimernega vedenja in zaradi čudaških izpadov pomočnika Makarija Marčenka je izgubil še tisto malo zaupanja izobražencev, ki ga je dotlej užival, in pa seveda tudi vso podporo, ki jo je dotlej prejemal. Sodelavci so se ga hoteli na lep način znebiti, a da bi pri tem le obdržali vernike. 
Serafima so povabili v Winnipeg na pogovor in mu dali vedeti, da dvomijo o njegovi pooblaščenosti za tako visoko cerkveno službo.  Pripravili so udar, katerega namen je bil, odstraniti ga. Serafim je bil prisiljen oditi v Sankt Petersburg, da bi dobil pooblastilo in denarno podporo Ruske svete sinode za svojo cvetočo Serafimovsko cerkev.  
V njegovi odsotnosti  sta se Bodrug  in Negrič, študenta teologije na Manitobskem zavodu, - ki sta od 1903 skupaj s Cirilom Genikom izdajala levičarski časopis Kanadski kmet  – povezala z duhovniki Serafimovske Cerkve. Pod pretvezo, da se bo z leti Serafimovska cerkev preusmerila v ”prezbiterijanski model“,  so jim prezbiterijanci obljubili podporo.  

Pozno jeseni 1904 se je Serafim vrnil iz Rusije, vendar s seboj ni imel nikakršnih »pooblastil«.  Ko je spoznal prevaro, je takoj izobčil vse pri zaroti udeležene duhovnike. V časopisu je objavil njihove slike z njihovim imenom čez prsi, kot da so hudodelci, ki jih išče policija.  Njegovo maščevanje pa je bilo kratko. Dobil je sporočilo, da je Ruska sveta sinoda izobčila njega in vse njegove duhovnike. Leta 1908 je odšel in se nikoli več ni vrnil. 

## Epilog
Po družbenem in duhovnem požaru, ki je zajel prerijo, se je Ukrajinska skupnost spet dvignila.
Ivan Bodrug, eden od kritikov Serafimske cerkve, je postal vodja nove neodvisne Cerkve. Bil je zelo karizmatičen duhovnik. Pod prezbiterijanskim vplivom je pridigal evangeljsko krščanstvo. Umrl je leta 1950. Poslopja te neodvisne cerkve so stala na oglu Prichardove avenije in ulice Mc Gregor, a prvotno cerkev, v kateri je deloval Serafim, so porušili – po nekaterih vandali, po drugih sama mestna občina, da bi napravila konec stalnim prepirom. Drugo poslopje, ki so ga zgradili s prezbiterijskim denarjem, pa stoji še dandanes, nasproti cerkvi Labor  v severnem Winnipegu.  Nadškof Langevin je ustanovil bazilijansko cerkev Svetega Nikolaja in  pripeljal iz Belgije duhovnika Deleareca in druge, ki so maševali v staroslovanščini. Maševanje in oblačila so bili posneti po vzhodnem obredu in jeziku, pridige pa v poljščini. Ukrajinska skupnost se je tako hitro prilagodila rimsko-katoliški veri. Ta zadnja cerkev je  stala nasproti samostojne ukrajinske stolnice Sv. Vladimirja, v severnem Winnipegu. 

Tekmovanje med nasprotniki je konec koncev pomagalo potomcem Ukrajincev, da so se naučili materinega jezika.  Liberalna stranka je menila, da Ukrajinci niso zavezniki škofa Langevina in s konzervativno stranko povezane Rimsko katoliške Cerkve; zato je pomagala ustanoviti prvi ukrajinski časopis v Kanadi, omenjeni Kanadski kmet. Njegov prvi urednik je bil Ivan Negrič. 

Serafim je izginil 1908, vendar pa je bilo mogoče v časopisu Ukrajinski glas  leta 1913 najti novico, da so ga videli, kako delavcem na železniški progi v Britanski Kolumbiji prodaja sveto pismo. Spet drugi poročajo, da se je vrnil v Rusijo.
Ciril Genik se je s starejšo hčerko in sinom preselil v Severno Dakoto, pozneje se je vrnil in leta 1925 umrl.  
Makarij Marčenko je po Serafimovem umiku imenoval samega sebe ne samo za novega škofa Serafimske cerkve, ampak je postal tudi nad-patriarh, nad-papež, nad-vojskovodja in nad-knez. Da ne bi imel težav, je izobčil tako papeža kakor tudi ruskega patriarha.  Obstajajo dokazi, da je še v kasnih tridesetih potoval po zakotnih krajih in pridigal verskega pouka željnim Ukrajincem ter uporabljal vzhodni obred.